# Ángel Vera Coronel
Ángel Vera Coronel (Elda, 1897 - Pedrola, provincia de Zaragoza, 20 de julio de 1937) fue un político español. Fue asesinado por el bando sublevado en los inicios de la guerra civil española cuando era gobernador civil de la provincia de Zaragoza.

## Biografía
Nació circunstancialmente en Madrid en noviembre de 1897, pero a los pocos de días lo llevaron a Elda donde pasó su infancia y juventud. 
Fundador del Banco de Elda en 1933. Fundador del Comité Republicano en Elda, miembro de Izquierda Republicana, fue gobernador civil de Cáceres y Cádiz durante los primeros años del gobierno de la Segunda República. Fue nombrado Gobernador de Zaragoza tras la victoria del Frente Popular en 1936, cargo que ocupaba durante el golpe de Estado del 18 de julio que dio lugar a la guerra civil. Sostuvo el Gobierno Civil fiel a la República a pesar de que los acuartelamientos de Zaragoza se disponían a sublevarse. Mantuvo durante dos días armado el edificio gubernamental con algunos leales y, pocas horas antes de ser detenido, en un intento desesperado por evitar el triunfo del golpe de Estado, entregó armamento a las pocas milicias dispuestas a combatir. Detenido por los Servicios de Vigilancia del propio Gobierno Civil que terminaron por adherirse al golpe, y siguiendo órdenes de los generales Monasterio y Miguel Cabanellas —a quien hasta ese momento le unía amistad personal—, estuvo en la prisión de Torrero un año, junto a los dirigentes de la CNT y el PSOE, para ser posteriormente fusilado, si bien nunca se reconoció tal hecho oficialmente, atribuyéndose a un intento de fuga su muerte en los alrededores de Pedrola, junto a otros veinte presos. El crimen fue justificado por el oficial encargado de la ejecución como que «están cayendo los de alpargata (...) y alguna vez han de caer los de corbata».
Fue masón iniciado en Alicante en la Logia «Numancia» n.º 3 del GOE, con el nombre simbólico de Plutarco. Fundó en Elda la Logia Amor, de la que fue su primer secretario. También participó de los grados capitulares en el Capítulo Lucentino de Alicante.